# Roberto Bishara
Roberto Fabián Bishara Adawi (in arabo روبرتو بشارة‎?; Santiago del Cile, 18 agosto 1981) è un ex calciatore cileno naturalizzato palestinese, di ruolo difensore, conosciuto principalmente per la sua carriera sportiva nel Palestino e nella nazionale palestinese.

## Vita privata
Suo padre e suo nonno sono nati in Palestina: egli sceglierà di adottare proprio questa nazionalità sportiva a partire dal 2003.
Roberto Bishara è un palestinese cristiano (nello specifico, cattolico romano).

## Carriera

### Club
Ha trascorso la maggior parte della sua carriera calcistica al Palestino, squadra fondata proprio da un gruppo di emigrati provenienti dalla Palestina.
Ha giocato anche nell'Universidad Católica e nel Santiago Wanderers.

### Nazionale
Conta 26 presenze con la nazionale palestinese.